# Frontera entre Turquia i l'Iraq
La frontera entre Turquia i l'Iraq és la frontera de 352 kilòmetres que separa el sud-oest de Turquia del nord de l'Iraq. Separa les governacions iraquianes d'Erbil i Dohuk, ambdues dins la Regió Autònoma del Kurdistan Iraquià de les províncies turques de Hakkâri i Şırnak, també de majoria ètnica kurda. La zona fronterera és molt muntanyosa i s'eleva en direcció est de 400 m a més de 3000 m.
L'únic pas de la frontera és el pas fronterer d'Ibrahim Khalil a la part més plana de la frontera occidental. No gaire lluny hi ha el trifini entre Turquia, Iraq i Síria, a la confluència del Petit Khabur i el riu Tigris.
La frontera es va establir el 1926 quan la Societat de Nacions va decidir sobre l'anomenada qüestió de Mossul. Gran Bretanya va rebre l'antic territori otomà de l'Iraq com a mandat després de la Primera Guerra Mundial. No obstant això, l'afiliació del Vilayat de Mossul havia provocat una disputa entre Gran Bretanya i Turquia. Això es va decidir a favor de Gran Bretanya en 1926.
En els últims anys, les empreses turques han invertit força al Kurdistan Iraquià, que ha augmentat considerablement el trànsit de mercaderies i passatgers al pas fronterer d'Ibrahim Khalil. Per tant, hi va haver consideracions per establir un segon pas fronterer. Fins ara, no s'ha realitzat a causa de la situació política. La zona fronterera turco-iraquiana és utilitzada pel PKK com a refugi i també com a pas a Turquia, el que va donar lloc a diverses intervencions militars turques al nord d'Iraq.